# Kameldamen
Kameldamen er en dansk spillefilm fra 1969, der er instrueret af Mogens Vemmer efter manuskript af Jytte Hauch-Fausbøll.

## Handling
Affotografering af en succes-revy på Bristol Music Center skrevet af Jytte Hauch-Fausbøll og med Jytte Abildstrøm og Jesper Klein som de eneste medvirkende.